# VX-1
VX-1は、八重洲無線が製造したアマチュア無線用無線機である。

## 概要
ハンディ機と呼ばれる片手で持てるトランシーバーで、144MHz帯と430MHz帯の二周波数帯（デュアルバンド）でのFM波の送信及びAM放送、FM放送、VHFとUHFのアナログテレビ放送の音声の受信をすることができる。
空中線電力は付属品のリチウムイオン電池で500mW、数字入力用テンキーは無く、テンキー付きの機種と比べると操作性や機能は劣るが、小形軽量で低価格である。
グッドデザイン賞を受賞している。

## 沿革
- 1997年（平成9年）
  - 5月1日 - 日本アマチュア無線振興協会(JARD)による技術基準適合証明（八重洲無線製造 技術基準適合証明番号KV244*****（*****は個別番号））
  - 6月15日 - 発売[1]
  - 10月1日 - グッドデザイン賞受賞[1]
- 2005年（平成17年）12月1日 - 総務省令無線設備規則のスプリアス発射等の強度の許容値に関する技術基準の改正[2]
  - KV244*****の証明は平成17年11月30日以前の為「平成34年12月1日」以降は無効となり[3]、条件なしで免許されるのは「平成19年11月30日」まで、使用は「平成34年11月30日」までとされた[4]。
- 2007年（平成19年）9月3日 - 無条件で免許されるのが「平成29年11月30日」まで延長[5]
- 2016年（平成28年）8月1日 - JARDが「スプリアス確認保証の対応について」[6]を発表
  - スプリアス特性を確認した機器を「スプリアス確認保証機器リスト」として公表し、リストに掲載された機器をスプリアス確認保証をするもので、KV244*****も掲載されており、「平成29年12月1日」以降の免許申請はこの保証を要する。